# Ковровец (мотоцикл)

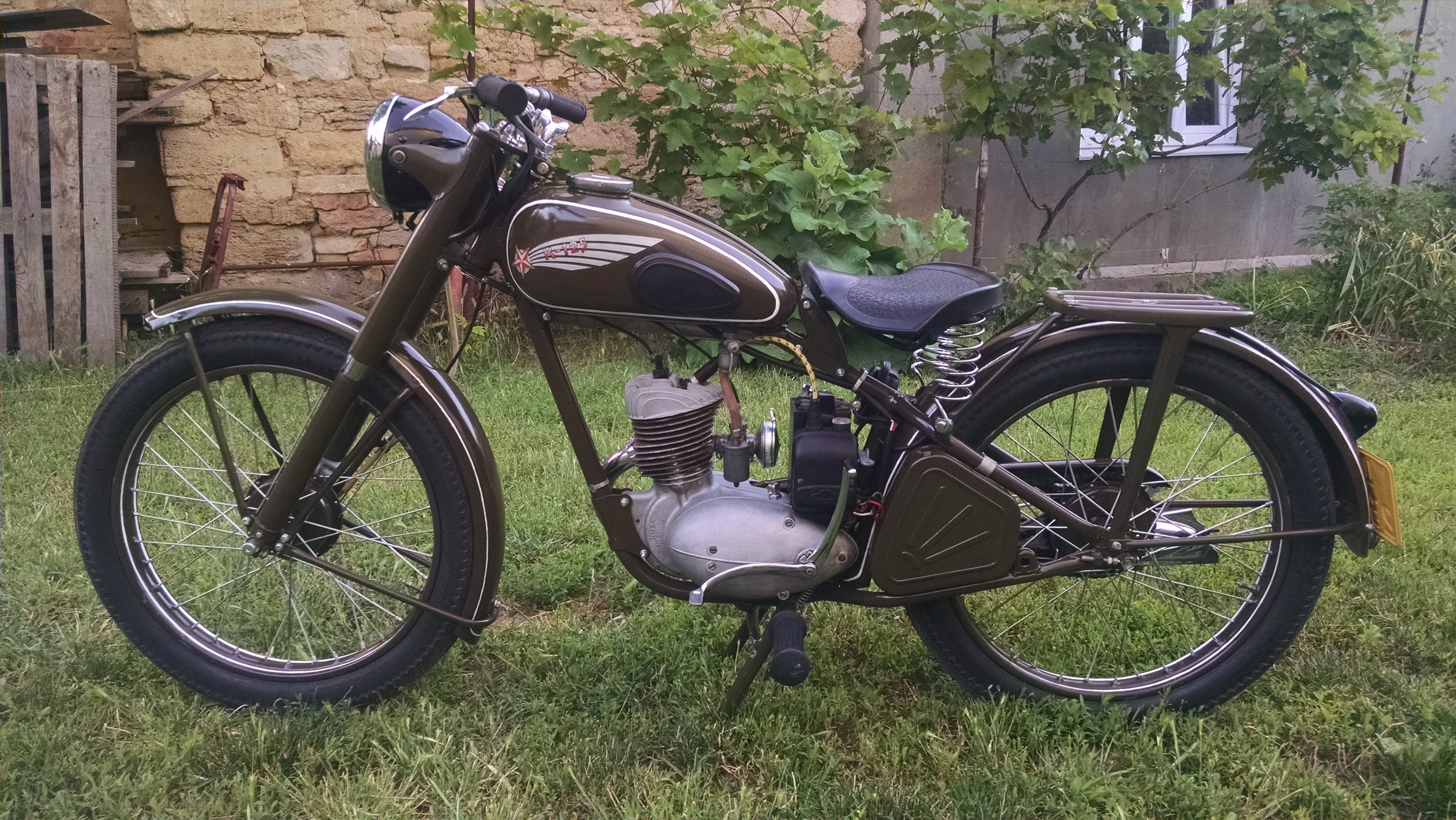
Мотоцикл К-125М (1955р.) одна з перших моделей Ковровського мотоциклетного заводу

Ковровець (рос. Ковровец) — марка дорожніх мотоциклів, виробництва Заводу імені Дегтярьова (ЗиД) що у місті Ковров. Випуск: 1946—1965 р.

## Випущені моделі

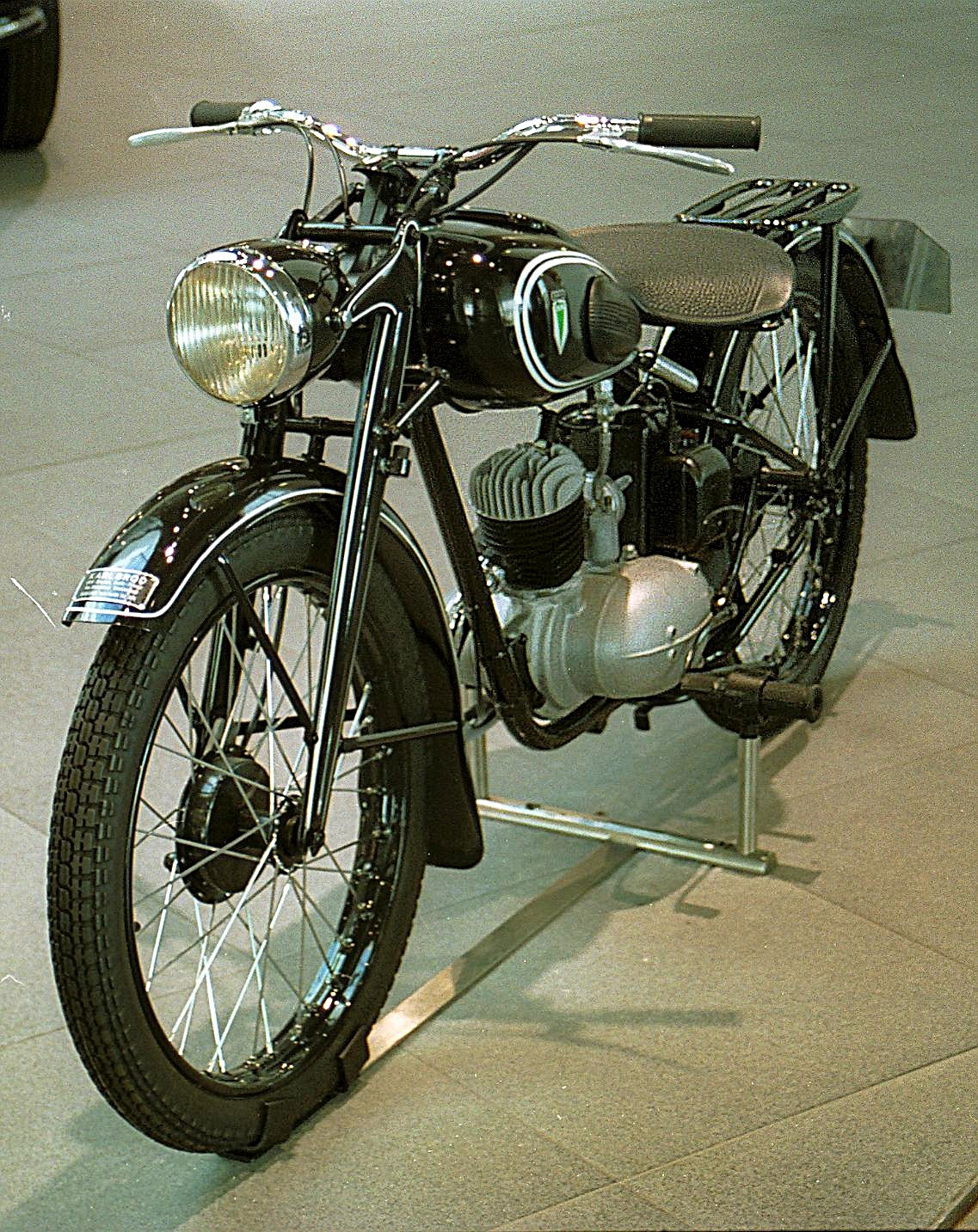
DKW RT 125 — прототип мотоцикла К-125

- К-125 (1946—1951 рр.) — Одномісний мотоцикл мав одноциліндровий двотактний двигун з двоканальною петлевою продувкою. Чавунний циліндр і головка з легкого сплаву кріпилися до відлитого з алюмінію картеру довгими шпильками. Робочий об'єм 123,7 см³ (діаметр циліндра 52 мм, хід поршня — 58 мм). Максимальна потужність двигуна 4,25 к.с. при 4800об/хв., максимальний крутний момент 0,7 кгс*м. Триступенева коробка передач знаходилася в одному блоці з двигуном. Заднє колесо було жорстко встановлено в зварній трубчастій рамі, а переднє підвішене в паралелограмній вилці. Максимальна швидкість: 70 км / год. Вага: 75 кг. Прототипом, обраним для відтворення, став DKW RT 125.

- К-125М (1951—1955 рр.) — Модернізація мотоцикла К-125. Замість паралелограмної вилки на ньому встановлена вилка телескопічного типу з гідроамортизаторами. Суха маса — 84 кг, максимальна швидкість — 70 км/год.

- К-55 (1955—1957 рр.) — За рахунок застосування іншого типу карбюратора та удосконалення глушника максимальну потужність вдалося підняти до 4,75 к.с. при 4800об/хв. максимальний крутний момент 0,75 кгс * м. Максимальна швидкість: 75 км/год. Вага: 96 кг.

- К-58 (1957—1960 рр.) — Відрізняється від К-55 бензобаком нової форми і збільшеної місткості, форсованим до 5 к.с. двигуном і системою електрообладнання змінного струму без акумулятора. Застосована фара з вмонтованим спідометром, встановлено паливний бак більшої ємності. Ця модель стала останньою в низці нащадків DKW RT 125. Суха маса — 92 кг, максимальна швидкість — 75 км/г.

- Серія К-175 («Ковровєц») випускалася з 1957 по 1965 рік. Мотоцикли серії «К-175» мали короткоходний одноциліндровий двотактний двигун робочим об'ємом 173,7 см³. Мотоцикли мали капотовану задню частину і закритий кожухом карбюратор, 16-ти дюймові колеса (шини 3,25-16), повністю закритий ланцюг і двомісне сідло подушкового типу. На частину мотоциклів серії «К-175» встановлювався напівавтомат вижиму зчеплення.

- К-175 (1957—1959 рр.) — Від моделі «К-55» мотоцикл запозичив триступеневу коробку передач, підвіску і систему електрообладнання постійного струму з акумулятором. Циліндр двигуна чавунний, глушник один. Потужність двигуна — 8 к.с. при 5200об/мін. Максимальна швидкість: 80 км / год. Вага: 105 кг.

- К-175А (1959—1962 р.) — Відрізняється чотириступінчастою коробкою передач, безбатарейною системою запалення від генератора змінного струму. На бензобаку емблема із зображенням біжучих зайців, взята з герба міста Коврова. Суха маса — 110 кг, максимальна швидкість — 80 км/год.

- К-175Б (1962—1964 рр.) — На мотоцикл встановлювався інший карбюратор (К-36). Суха маса — 115 кг, максимальна швидкість — 85 км/год.

- К-175В (1964—1965 рр.) — Випускався в двох варіантах: з чавунним циліндром (з одним глушником) і з циліндром з алюмінієвого сплаву (з чавунною гільзою і двома глушниками). Потужність двигуна підвищена до 9,5 к.с. при 5200-5400 об/хв. Максимальна швидкість: 85 км/год. Вага: 110 кг.

Наступні модернізації серії «Ковровєц» отримали нову назву «Восход».

## Спортивні моделі
- К-175СМ — призначений для багатоденних спортивних змагань мотоциклів з робочим об'ємом двигуна до 175 см³. На відміну від дорожнього мотоцикла «К-175А» має форсований двигун з циліндром, відлитим з легованого чавуну підвищеної зносостійкості. Передній ланцюг посилений, механізм виключення зчеплення новий, надійніший в роботі. Рама виготовлена з легованої сталі, має підсилюючі косинки. Кермо більш широке, посилено додатковою трубкою. У передньої вилки збільшений до 150 мм хід і поліпшені гідроамортизатори. Задня підвіска має збільшений до 85 мм хід. Шини підвищеної прохідності: задня розміром 3,25-19", передня розміром 2,5-19". Колеса мають посилені спиці і збільшені по діаметру і ширині гальмівні барабани з лабіринтовим ущільненням для захисту від попадання бруду і вологи. Задній ланцюг відкритий і для запобігання його зіскакування із зірочки заднього колеса забезпечена напрямна. Потужність двигуна — 11 к.с. при 5200об/хв. Вага: 105 кг[1].

- К-55С1 — призначений для спортивних змагань з кросу мотоциклів з робочим об'ємом двигуна до 125 см³. На відміну від дорожнього мотоцикла К-55 він на 12 кг легше. Одноциліндровий двотактний двигун з робочим об'ємом 123 см³ розвиває потужність до 7 к.с. за рахунок підвищення ступеня стиснення до 9 і за рахунок зміни системи продувки. Запалювання на відміну від К-55 здійснюється від магнето. Рама мотоцикла посилена. Пружинна підвіска заднього колеса — важільного типу, має хитку вилку і легкознімні гідравлічні амортизатори з гумовими чохлами. Особливу увагу приділено захисту двигуна від пилу та бруду і води. Колеса забезпечені покришками зі спеціальним «кросовим» малюнком протектора, поліпшує прохідність по піску і бруду. Нерухомий, високо поставлений передній щиток не дозволяє накопичуватися бруду, що забезпечує вільне обертання переднього колеса на сильно забрудненої дорозі. На задньому щитку є додаткова подушка, що дозволяє водієві змінювати посадку. Ємність паливного бака збільшена на 2 л.

- К-58СМ — призначений для багатоденних спортивних змагань мотоциклів з робочим об'ємом двигуна до 125 см³. На відміну від дорожніх мотоциклів цього класу він має форсований двигун з чотириступінчастою коробкою передач і всі зміни, введені у двигун мотоцикла К-175 см. Ходова частина мотоцикла К-58 см така ж, як і у мотоцикла К-175 см. Потужність двигуна — 7 к.с. при 5200об/хв. Вага — 94 кг.

- К-175СК і К-58СК — Мотоцикли призначені для спортивних змагань з кросу з робочим об'ємом двигуна до 175 см ³ і до 125 см ³. Двигун і ходова частина такі ж, як і у мотоциклів К-175 см і К-58 см. На відміну від мотоциклів, призначених для багатоденних змагань, вони не мають приладів освітлення і сигналу.

## Матеріали для ознайомлення
- Стаття: «Аккумулятор на „Ковровце“» Б.Базякин, с.-19. Журнал «За рулём» № 9, вересень 1966 р.